# Эль-Кастильо

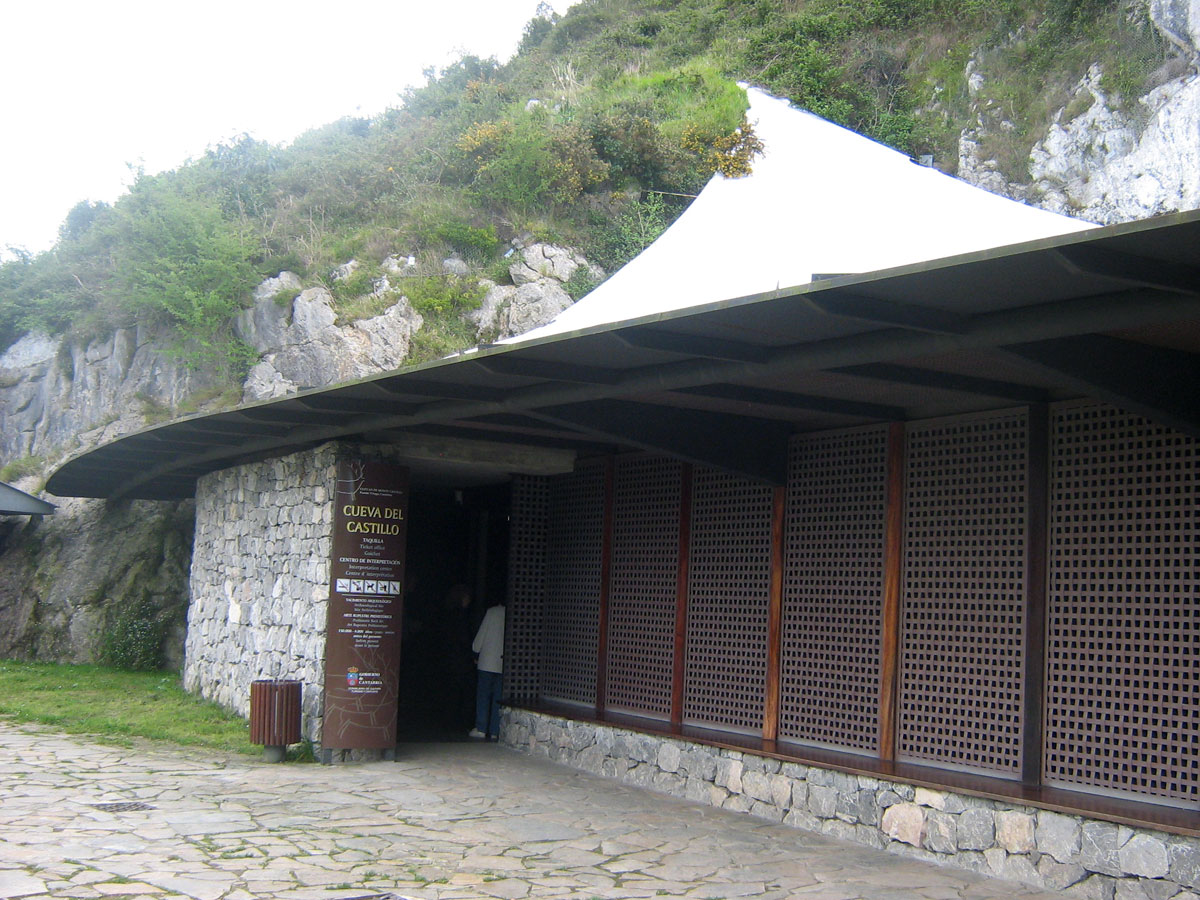
Современный вход в пещеру

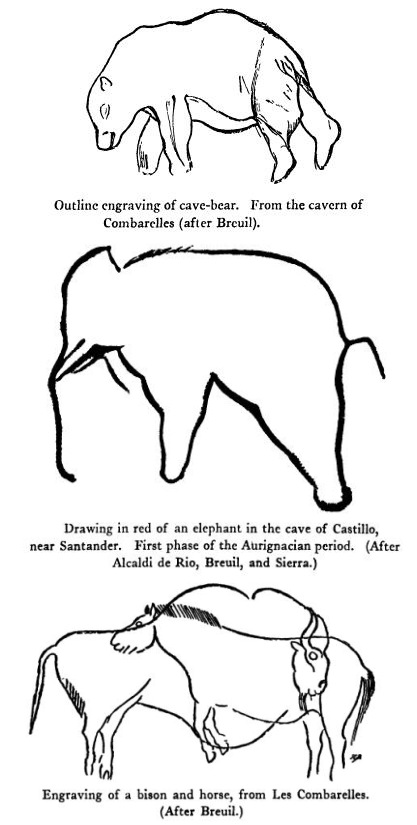

Эль-Кастильо (исп. Cueva de El Castillo) — доисторическая пещера с полихромной каменной живописью эпохи верхнего палеолита, расположенная в местечке Пуэнте-Вьесго в  Кантабрии (Испания). Входит к комплекс пещер Монте-Кастильо и занесена в список объектов Всемирного наследия ЮНЕСКО (Альтамира и наскальная живопись Северной Испании). Первые следы пребывания человека в Эль-Кастильо датируются 150 тысячами лет до нашей эры.
Эль-Кастильо была открыта в 1903 году испанским археологом Эрмилио Алькальдом дель Рио, одним из первых исследователей наскальной живописи кантабрийских пещер. Позднее, многие рисунки были изучены известным французским археологом Анри Брейлем. 
Внутрь пещеры ведёт входное отверстие, которое было значительно расширено во время археологических исследований. Внутри пещеры, на стенах протяжённостью почти в 275 м, расположены наскальные рисунки, на которых можно увидеть изображения лошади, бизона, зубра, оленя, мамонта, и других животных, окружавших первобытного художника. Особый интерес представляют отпечатки человеческих ладоней, сделанных с помощью распыления краски на прижатую к стене пещеры руку. Исследовавшая их группа учёных из Бристольского университета, пришла к выводу, что возраст одного из них составляет более 37300 лет, и что часть настенной живописи может принадлежать не кроманьонцу, как считалось, а неандертальцу.